# UiPath
UiPath, Inc. ist ein in Rumänien gegründetes US-amerikanisches Softwareunternehmen mit Hauptsitz in New York, das eine Plattform für die Robotic process automation (RPA oder RPAAI) für Geschäftskunden betreibt. Hierbei werden Prozesse durch sogenannte Softwareroboter (Bots) erlernt und automatisiert ausgeführt.

## Geschichte
UiPath wurde im Jahr 2005 von den rumänischen Unternehmern Daniel Dines und Marius Tîrcă in Bukarest gegründet. Das Unternehmen eröffnete Niederlassungen in London, New York, Bangalore, Paris, Singapur, Washington, D.C. und Tokio. Im Jahr 2017 verlegte UiPath seinen Hauptsitz nach New York, um näher am internationalen Kundenstamm zu sein: Die Kundenzahl war binnen eines Jahres von 100 auf 700 gestiegen. 2018 wurde UiPath zum Einhorn – der Firmenwert hatte eine Milliarde US-Dollar erreicht. Im Jahr 2019 betreute man 5.000 Kunden weltweit.
Nach mehreren Finanzierungsrunden durch Wagniskapitalgeber lag der Firmenwert im Februar 2020 bei über 35 Milliarden Dollar. Im April 2021 erfolgte der Börsengang an der New York Stock Exchange. Im Juli 2024 betrug der Firmenwert 5,1 Milliarden Dollar.